# 潮州福安宮
22°32′56″N 120°32′28″E / 22.548937°N 120.541203°E
潮州福安宮，是位於臺灣屏東縣潮州鎮的土地祠。

## 沿革
此廟位於潮州國小校門前，於建基路、中山路、育英路與西市路之中心點。
傳說台灣日治時期，乩童邱祥說依據玄天上帝命令，於中秋節午時在此廟現址種植一棵榕樹與安置石頭作為福德正神，供人祭拜。日久信眾增加，攤位聚集。當時人們稱為「榕樹公」，廟的建立年代無法明確考證。1970年建祠。
1976年，都市計畫，將廟地所在列為道路用地。1977年7月賽洛瑪颱風來襲時廟身倒坍，後來重建，寺廟歷經數次整修，最後直接原有規模外加大而建，遂形成廟中有廟的特殊景觀。
2019年中建築老舊重新整建，無法順利取得興建合法程序，經由議長周典論、議員潘長成等人及信眾奔走，潘孟安同意廟宇暫時承租臨近縣有土地，於是2020年10月30日廟方決議決議千人移廟。12月25日上午11點進行啟動移廟儀式時，先屏東縣長潘孟安、屏東縣議會議長周典論等人都到場參加。2022年11月2日，舉行入火安座，地方仕紳、縣長候選人周春米等人參與。

## 榕樹
廟的榕樹對著潮州國小大門口，被當地人重視。《潮州鎮誌》記載地方傳說日籍校長曾揚言要砍掉此樹，樹上突然蟠據不少蛇，因此作罷；還傳說早期警方執行公務，要砍掉此樹，砍樹的人卻從樹上摔落。但此樹於1947年遭雷擊而枯死，因此再植下第二代。
2004年左右，第二代的榕樹生病。廟務人員三次請來屏東科技大學教授陳仁昭診斷，查出病菌已侵害根部，無法救活。經營園藝業、廟方總幹事馬添進判斷這棵約在民國卅幾年植下的榕樹逐漸枯萎，可能與會員在樹底環建水泥牆，並在地面鋪上大理石有關，影響老榕樹生長。廟方當年決定中秋節當晚七點，擲筊請示福德正神，看是否會回復生機，若無再請示能否再植下第三代榕樹。廟方人士與此榕樹感情深厚，像副主任委員金清德、委員葉正良見到老榕樹不復往常綠意，僅存枯枝，都不禁掉淚。

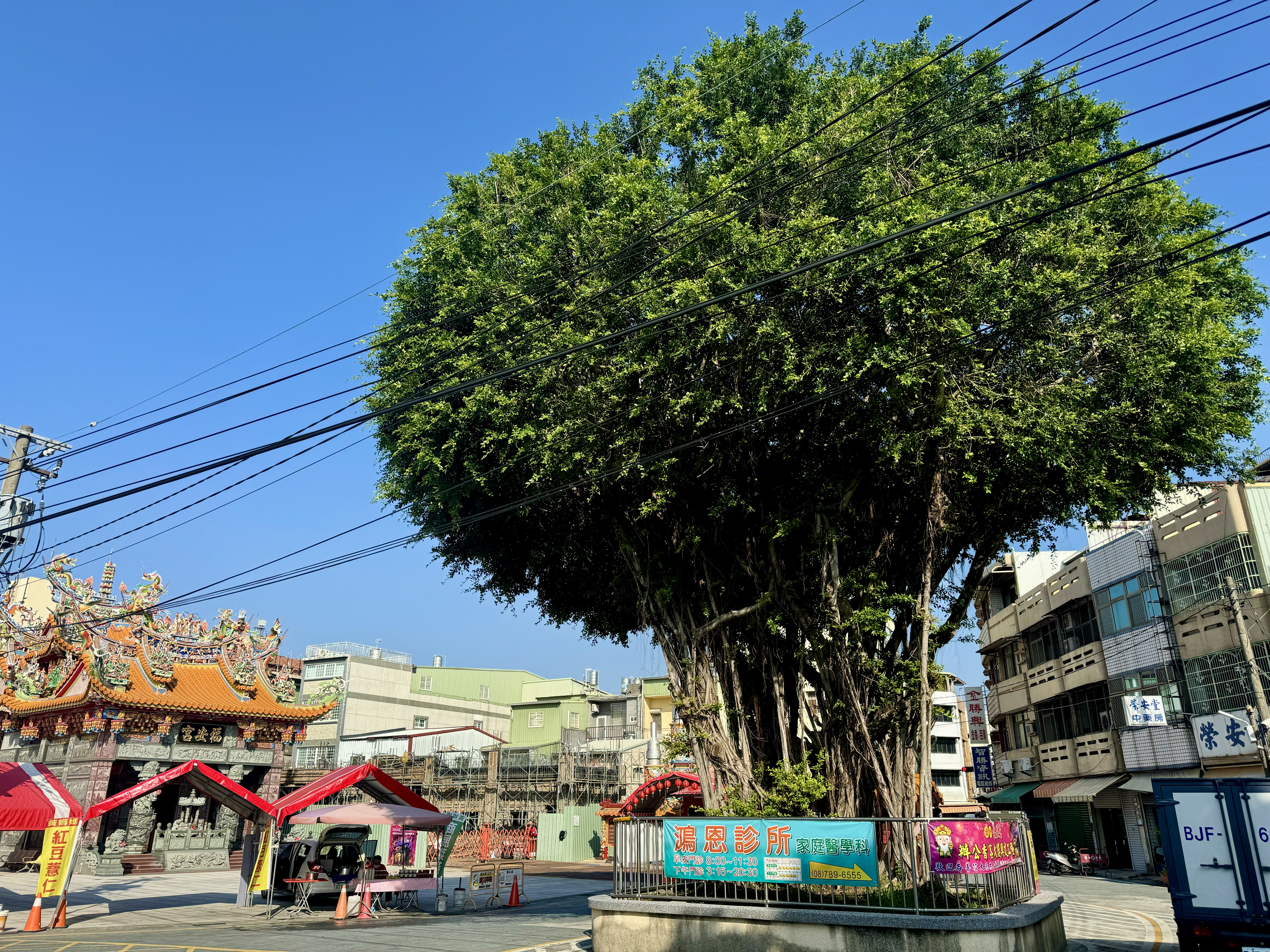
潮州福安宮新廟與榕樹

2005年初，樹齡58年的榕樹枯死。廟方四處找新樹，先後相中光華國小等地的榕樹，但始終未得到聖筊。直到該年3月中旬，距離福安宮約一公里處的天營宮，其管理委員會總幹事丁振靈說丁府千歲降旨指示天營宮後方15年樹齡的榕樹可以「嫁」給福安宮。訊息傳出後，福安宮得到聖筊，認為獲得土地公同意。兩廟商議後，在同年4月13日午時舉行婚禮，將天營宮的榕樹娶回福安宮。

## 祭祀
每年度會舉行平安祭典。出巡時會挑馬匹參加，稱為「王馬」。
在2013年，廟方舉行三天的潮州遶境活動，剛結束返廟安座，剛好遇到國立中山大學女研究生林心乙等學生發起的309廢核大遊行南部行腳活動。學生陳怡樺臨時起意向土地公擲筊問是否要參加臺灣反核遊行，在潮州鎮長洪明江見證下，結果擲出三個聖筊，土地公神像就被學生帶走到高雄參加反核，令廟方相當驚訝。
2016年時2月來台灣騎單車的日本模特兒鈴木千奈美就曾遇到平安祭典。

## 外部連結
- 官方网站